# Жан де Монтклерк
Жан де Монтклерк, також Жан Лотаринзький або Метр Жан (фр. Jehan de Montesiler, Jehan de Lorraine, Maitre Jehan; (?) — 3 травня 1429) — французький канонір останнього періоду Столітньої війни. Під час облоги Орлеана був відправлений королем Карлом VII на допомогу обложеному місту, де отримав посаду командира міської артилерії. Загинув під Орлеаном.

## Біографія
Про походження Жана де Мотклерка не збереглося повноцінних джерельних даних, основні джерела в яких фігурує Метр Жан це «Нормандська хроніка» П'єра Кошона і «Щоденник облоги Орлеана і мандрівка в Реймс» анонімного автора, «Хроніка Монстреле»
В «Нормандській хроніці» зауважено, що Метр Жан походив з Менського графства. В «Щоденнику облоги Орлеана» він згадується під іменем Жан Лотаринзький, що вказує на його походження з Лотарингії. Французький історик Ежен Віолле́-ле-Дюк зазначає, що Метр Жан був виходець з народу.
В «Щоденнику облоги Орлеана» Жан де Монтклерк фігурує під псевдонімом — Метр Жан, слово Метр (фр. Maitre) перекладається як магістр, це вказує, що він був досвідченим каноніром, через що отримав свій псевдонім. П'єр Кошон в своїй хроніці у зв'язку з майстерним володінням гарматою називає Метра Жана чарівником. Згодом вже на процесі реабілітації Жанни д'Арк її есквайр Жан д'Олон згадував Метра Жана, якому він наказав підстрелити англійського офіцера під час облоги Орлеана.

### Участь в облозі Орлеана
Коли Метр Жан прибув в Орлеан невідомо, але перша згадка про нього в «Щоденнику облоги Орлеана» датована 25 грудня 1428 р. (себто через 3 місяці після початку облоги). «Нормандська хроніка» містить повідомлення, що Метр Жан порадив Томасу Солсбері «поберегти голову» коли англійці 24 жовтня 1428 р. захопили Турель.
В місті він очолив артилерію, під його особистою командою були 15 бійців і 30 стрільців. В тому ж джерелі можна прослідити, що всі повідомлення про Метра Жана акцентують увагу на його майстерністю володіння гарматою, сам він згадується епізодично виключно з бойовими діями.

### Різдвяні бої
Англійці тримали Орлеан в облозі з 12 жовтня 1428 р. і від тоді відбувалися постійні бойові зіткнення під мурами міста. 25 грудня було запропоновано перше офіційне перемир'я, бойові дії під час якого зупинялись.
Невдовзі після того, як закінчився час перемир'я бойові дії набрали масштабності. Англійці стягнули під мури міста кулеврини і бомбарди, та почали обстрілювати місто. Французи так само відповідали англійцям, «але особливо багато шкоди завдавав англійцям якийсь канонір на ім'я метр Жан, який вважався неперевершеним у сказаній справі. Він же довів своє вміння, досить часто стріляючи по англійським позиціям з величезної кулеврини, яку встановили на одній з мостових опор біля фортів Белль-Круа, з котрої кулеврини вбив і поранив безліч англійців, і одного разу бажаючи посміятися над ними звалився на землю, немов був убитий або поранений, після чого був винесений в місто; але відразу ж повернувся і приєднався до бою, зробивши так, що англійці до свого великого невдоволення і досади зрозуміли, що він живий».
30 грудня англійці почали стягувати під Орлеан значні сили (близько 2500 солдат) з метою взяти місто в щільне кільце облоги. Відповідно гарнізон міста одразу спрямував неочікувані для ворога удари в декількох місцях, (біля форта Сен-Лоран та біля Хреста встановленого біля Сен-Лорана) в бойовій вилазці французів брав участь і Метр Жан який «зі своєю кулевриною виконував свою справу найкращим чином».

### Битва на острові Сен-Еньян
18 січня 1429 р. Місцеві торговці на парусному судні підвезли через Луару худобу в місто, але через зраду місцевих мешканців села Сандійон, англійці дізналися по якому шляху має бути доставлена провізія в місто. Капітан Турелі Вільям Гласдейл надав наказ захопити судно. Ця локальна подія потягнула за собою череду бойових дій за провізію.
Англійці щоб провезти судно на схід по річці зруйнували акведук по якому поступала вода в місто. О 15.00 французький загін в котрий входили каноніри на чолі з Метром Жаном, переправились на острів Сен-Еньян. Французи форсуючи Луару десантувалися біля форта Сен-Жан-Ле-Блан (який розташовувався на південній стороні). Англійці котрі були в форту, теж переправляються на острів через дамбу, і з гучними криками переходять в атаку. Англійська атака була ефективною французи втратили в рукопашному бою вбитими 22 людини, в полон було взято багато представників лицарства.
«У цій битві також була втрачена кулеврина метра Жана, який щоб не бути захопленим в полон, намагався відплисти на малому судні, але інші солдати кинулися туди ж: і перевантажили судно настільки, що воно потонуло в річці: потім він захотів врятуватися на більшому судні, але також не зміг цього зробити, бо воно вже встигло відплисти. Він же, бачачи неминучу небезпеку, кинувся в воду і зумів схопитися за кермо останнього судна, яке йшло з острова, і далі з води вибрався на палубу, єдиний з усіх нещасних, які намагалися вчепитися за судно, дістався таким чином до берега і зник в місті, залишивши кулеврину в руках у англійців; яку кулеврину ті забрали в Турель».
Повернути судно з продовольчими припасами французи так і не змогли.

### Бойова вилазка 3 березня 1429р.
3 березня в четвер французи роблять чергову бойову вилазку, залишаючись непомітними вони підходять до самих англійських фортів «Круа-Буассе» англійці були взяти зненацька, французи захопили 9 англійців в полон, крім того, метр Жан двома пострілами з кулеврини вбив п'ятьох, одним з яких, був сеньйор де Гре, племінник графа Салебрі, який був капітаном Йенвілля; про чию загибель англійці дуже журилися, бо він відрізнявся великою сміливістю і доблестю.

### Загибель
У четвер 3 травня 1429 р. з ранку, французи з підтримкою артилерії якою керував Метр Жан, зробили чергову бойову вилазку проти англійців, які в цей час робили підкоп під французькі форти Круа-Буассе. В ході вилазки англійці зазнали значних втрат, до того ж 9 чоловік потрапило в полон. В ході цієї сутички, англійцям нарешті вдалося підстрелити Метра Жана, який помер на місці від ядра англійської подвійної кулеврини.

### Першоджерела
- Journal de Siège d`Orléans et du Voyage de Reims // La vraie Jeanne d'Arc - La libératrice, t.III / J.-B.-J. Ayroles. — 1896. — P. 110.(фр.)
- Enguerrand de Monstrelet. Chronique / translate Thomas Johnes. — W. Smith, 1840. — Vol. 1. — 640 p. (англ.)

### Дослідження
- Бёрн А. Битва при Азенкуре. История Столетней войны с 1369 по 1453 год. — Москва : Центрполиграф, 2004. — 352 p. — ISBN 5-9524-1263-7.

- Régine Pernoud, Marie-Véronique Clin. Joan of Arc: Her Story. — New York : St. Martin’s Press, 1998.